# سزار اررا (قایقران روئینگ)
سزار اررا (اسپانیایی: César Herrera‎؛ زادهٔ ۵ ژانویهٔ ۱۹۵۵) قایقران روئینگ اهل کوبا بود.
وی در مسابقات کشوری و بین‌المللی در مجموع برندهٔ ۱ مدال طلا، ۱ مدال نقره شده‌است.